# 1418 Fayeta
1418 Fayeta è un asteroide della fascia principale del diametro medio di circa 10,01 km. Scoperto il 22 settembre 1903 da Paul Götz, presenta un'orbita caratterizzata da un semiasse maggiore pari a 2,2416710 UA e da un'eccentricità di 0,2036417, inclinata di 7,19697° rispetto all'eclittica.
È stato così intitolato in onore di Gaston-Jules Fayet, direttore dell'Osservatorio astronomico di Nizza.